# Christophe Niesser
Christophe Niesser était un footballeur français, né le 17 juillet 1966 à Metz et décédé le 24 octobre 1999 à Vandœuvre-lès-Nancy.

## Biographie
Il évolue au Racing Club de Strasbourg de 1984 à 1988 et au Football Club de Metz de 1988 à 1990. 
Il passe ensuite la saison 1990-1991 au Red Star alors en Deuxième division. 
Au total, il dispute 40 matches en Première division.
Il doit arrêter sa carrière à l'âge de 32 ans en raison de plusieurs blessures au genou[réf. nécessaire]. 
Il décède brutalement d'un accident de la route le 25 octobre 1999.

## Clubs
- Avant 1981 ASPTT Metz (club formateur)
- 1981-1984 :  RC Strasbourg (réserve)
- 1984-1988 :  RC Strasbourg
- 1988-1990 :  FC Metz
- 1990-1991 :  Red Star 93
- 1991-1994 :  FC Yutz
- 1994-1997 :  US Forbach

## Palmarès
- Champion de France de D2 en 1988 avec le RC Strasbourg